# همفري هاو ليفيت
همفري هاو ليفيت هو محامي وقاضي وسياسي أمريكي، ولد في 18 يونيو 1796 في Suffield, Connecticut ‏ في الولايات المتحدة، وتوفي في 15 مارس 1873 في سبرينغفيلد في الولايات المتحدة. نشط حزبياً في ديمقراطية جاكسونية والحزب الديمقراطي. وقد انتخب عضو مجلس نواب أوهايو ‏ وانتخب عضو مجلس النواب الأمريكي ‏.